# Spesa per la difesa in Italia
La spesa per la difesa in Italia indica la spesa per la difesa per le forze armate italiane.

## Descrizione generale
Si distingue tra "bilancio della Difesa" e "funzione Difesa". Il primo è l'ammontare complessivo delle risorse finanziarie messe di anno in anno a disposizione del Ministero della difesa mentre la Funzione costituisce quella parte del Bilancio che viene effettivamente destinata alle forze armate italiane. In quest'ottica il Bilancio della Difesa si divide tra "funzione Difesa" (che ne costituisce la gran parte), "anticipo pensioni" (sotto forma di un istituto che prende il nome di “ausiliaria” che costituisce un pensionamento anticipato per chi lascia le forze armate), "funzione sicurezza pubblica" e una serie di "funzioni esterne" che sono spese non riconducibili alla Difesa nazionale.
Per quanto riguarda la procedura di autorizzazione delle spese, la legge 4 ottobre 1988, n. 436 è successivamente confluita negli articoli 536 e seguenti del Codice dell'ordinamento militare. Il DPR 15 novembre 2012, n. 236 regolamenta la definizione del prezzo e delle condizioni di acquisto per appalti e forniture, ad affidamento diretto o con gara d'appalto pubblicata nella Gazzetta Ufficiale della Repubblica Italiana, con le procedure della NATO. Il criterio generale è quello dell'offerta al prezzo più basso (art. 33-34), salvo valutazione di congruità.

### La funzione difesa
La Funzione Difesa a sua volta si divide in tre voci di spesa:
1. personale;
2. esercizio;
3. investimento.

La prima può venire compressa solo nel medio e lungo termine e per questo una riduzione dei bilanci può colpire nel breve o la capacità operativa, salvando i programmi di investimento, oppure al contrario colpire i programmi per far fronte alle spese di esercizio). Notiamo che, con il passaggio dalla leva ad un apparato basato essenzialmente sull'impiego di professionisti, la voce Personale, dopo un primo assestamento, sta tornando ad espandersi visto che un professionista costa quattro volte più che un soldato di leva, mentre assume molta importanza la voce Esercizio perché serve un maggiore e continuo addestramento. La spesa per l’Investimento, infine, significa aggiornare lo strumento militare e sopperire alla maggiore usura dovuta all'impiego in missioni operative all'estero.

### La Funzione sicurezza pubblica
La sicurezza pubblica è volta a garantire al cittadino la sua protezione e la sua incolumità in luce di eventi come minacce, furti, rappresaglie e conflitti armati. Lo stato assicura l'inviolabilità del cittadino e in virtù di questo gli garantisce il servizio di sicurezza pubblica in modo ugualitario, indivisibile e gratuito.

## Le funzioni esterne
A metà degli anni '90 le funzioni esterne erano rappresentate da: spesa per l'obiezione di coscienza in Italia al servizio militare, rifornimento idrico delle isole minori, trasporto aereo di Stato, contributi ad enti o associazioni, contributi per l'adeguamento dei servizi al traffico aereo civile. Per avere un'idea dell'incidenza delle Funzioni Esterne, dell'Arma dei Carabinieri e delle pensioni provvisorie basti pensare che negli ultimi anni novanta la Funzione Difesa si è attestata circa sul 70 % del Bilancio complessivo.
Nel 1999 le cose sono un po' cambiate perché la spesa per gli obiettori di coscienza è passata alla Presidenza del Consiglio dei ministri (spesa di 64 miliardi di lire nel 1995) mentre il rifornimento idrico delle isole minori è passato alle Regioni a Statuto Speciale (spesa di 63 miliardi di lire nel 1995) ma il peso delle Funzioni Esterne è esploso di nuovo nel 2001 con l'introduzione dei “Fitti Figurativi” che costituiscono una sorta di affitto simbolico pagato per i beni demaniali di fatto raddoppiando il peso della Funzione esterna (che passa da 218 a 454 miliardi di lire). Nello stesso 1999 la Difesa si è rifiutata di finanziare i nuovi satelliti meteo Eumetsat Polar System dichiarandosi però disposta a partecipare alle spese annuali di gestione.
Il passaggio dell'Arma dei Carabinieri a forza armata autonoma non ha comportato significative spese aggiuntive mentre la spesa per le Pensioni Provvisorie ha mostrato una flessione nel 2001 grazie alla riduzione della durata dell'ausiliaria e al trasferimento al Tesoro di parte della spesa e di nuovo nel 2003 (sempre grazie alla modifica delle norme sull'età pensionabile) con in più la richiesta (senza seguito) del Ministero della difesa a quello delle Finanze di prendere in carico queste pensioni mentre strutture e personale deputato a tale scopo sarebbero rimasti quelli della Difesa.
Per completare il quadro generale bisogna dire che il finanziamento delle missioni all'estero viene effettuato con i bilanci ordinari (che sono pensati per l'ordinaria amministrazione) mentre la copertura finanziaria arriva in un secondo momento, ma non tiene conto dell'ammortamento dei materiali. I programmi di investimento invece sono condotti con i bilanci della Difesa e con dei contributi di altri dicasteri, nella specie il ministero dello sviluppo economico. Molti ritengono più opportuno(come è avvenuto per la Legge Navale del 1975) l'utilizzo di leggi ad hoc per il finanziamento sia delle missioni che per i programmi di ammodernamento dello strumento militare.

## Esercizi finanziari

### Dal 1981 al 1993
| Anno | Milioni di dollari USA |
| ---- | ---------------------- |
| 1983 | 14.078                 |
| 1984 | 15.262                 |
| 1985 | 15.902                 |
| 1986 | 16.293                 |
| 1987 | 18.463                 |
| 1988 | 19.625                 |
| 1989 | 19.771                 |
| 1990 | 19.024                 |
| 1991 | 18.711                 |

| Anno | Spesa militare/PIL | Fonte |
| ---- | ------------------ | ----- |
| 1981 | 2,1                | [ 1 ] |
| 1990 | 2,1                | [ 1 ] |
| 2002 | 2,0                | [ 2 ] |
| 2019 | 1,3                | [ 3 ] |
| 2020 | 1,4                | [ 4 ] |

La spesa militare in Italia ha avuto un lungo periodo di crescita costante iniziato nel 1981, per poi diminuire in termini reali solamente nel 1990: la previsione iniziale di spesa approvata dal Parlamento è stata infatti di 22.905 miliardi di lire nel 1989 e 23.454 nel 1990 con una diminuzione in termini reali del 3,9%. Dopo un'ulteriore diminuzione nel 1991, fu approvato un aumento nel 1992 del 2,9% in termini reali rispetto all'anno precedente, destinando alla Difesa 26.317 miliardi, per poi varare nel mese di luglio una manovra finanziaria che prevedeva, insieme ad altre misure, un taglio in corso d'esercizio al bilancio della Difesa del 2,2% in termini reali rispetto all'anno precedente, portandolo a 24.994 miliardi. Relativamente al 1993, la richiesta iniziale del Ministero della Difesa fu pari a 27.500 miliardi di lire, che poi lo stesso Governo ridusse durante la discussione della legge di bilancio, con una previsione di spesa di 25.960 miliardi, confermando in termini reali le previsioni dell'anno precedente.

### Dal 2000 al 2003
La spesa dello Stato italiano nella difesa è passata da 12,7 miliardi di euro nel 2000 a 15,3 miliardi di euro nel 2003 con un incremento medio annuo del 5,19%, contro un aumento medio delle spese in ambito nazionale del 4,63

### Dal 2005 al 2007

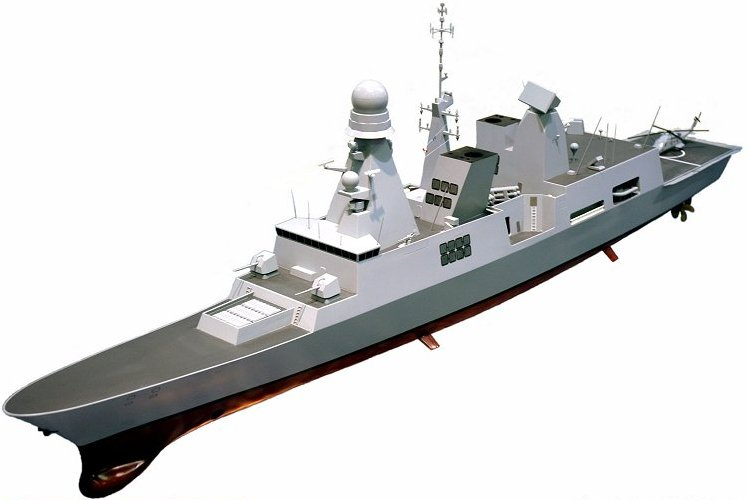
Rappresentazione computerizzata di un caccia classe Orizzonte, frutto della cooperazione italo-francese che continuerà con la realizzazione delle FREMM

Il 2005 ed in particolare il 2006 sono stati anni davvero difficili per l'apparato militare: a causa delle difficoltà economiche nazionali, si è preferito indirizzare la spesa pubblica verso voci diverse della Difesa mettendo in crisi lo strumento militare. Proprio mentre ci si accorgeva che i costi della professionalizzazione erano stati sottovalutati ci si è trovati a dover fare i conti con ristrettezze che hanno costretto i vertici della Difesa a compiere delle scelte necessarie ma dolorose. La voce del personale non è comprimibile in modo rapido ed i programmi di investimento -che coinvolgono l'Italia in collaborazioni internazionali e che rappresentano commesse importanti per l'industria- vanno salvati a tutti i costi (magari rallentandoli) e per questo si decide un taglio alle spese di esercizio senza precedenti, almeno negli ultimi quindici anni. Aerei, navi e carri armati si fermano, le linee diventano meno efficienti, le esercitazioni sempre meno frequenti. L'inflazione tecnologica dei programmi di investimento ed il loro rallentamento fino quasi alla paralisi ne gonfiano i prezzi e per mantenere in vita i programmi Eurofighter Typhoon e FREMM si ricorre a mutui quindicennali che, se da un lato consentono di non arrestare i programmi, dall'altro comporteranno un vincolo di spesa (con interessi aggiuntivi) non trascurabile per i prossimi anni. Infatti si vede nel 2005 e nel 2006 la contrazione dell'Esercizio e dell'Investimento rispetto ad esempio al 2000. Le ristrettezze dei bilanci e l'elevato costo dei programmi di ricerca e sviluppo (dei quali non è mai possibile stabilire a priori con certezza l'ammontare definitivo) hanno portato ad una situazione paradossale in cui spesso mancano alla Difesa i fondi per acquistare prodotti derivanti da programmi di ricerca da essa stessa finanziati: da qui la proposta di finanziare (ed acquistare) solo i programmi ritenuti più importanti mentre, per il resto, affidarsi a prodotti stranieri. Acquistando mezzi usati ma in buono stato ed affidando all'Industria nazionale le commesse per la loro manutenzione ed aggiornamento si potrebbe avere, con minor costo, uno strumento militare efficiente ed equilibrato e salvare allo stesso tempo le nostre imprese. Infine nel 2007, in parte anche grazie alla congiuntura economica favorevole, siamo ritornati ad un livello di stanziamenti pari circa a quello del 2003 dando così respiro alle Forze Armate proprio mentre si fanno sentire l'effetto dell'automazione, che consente un minore impiego di personale, e la riduzione delle Funzioni Esterne che si attestano a quota 111 milioni di Euro.

### Dal 2009 al 2010
Come riportato nel Bilancio dello Stato, le spese per la Difesa dello Stato ammontano, per l'anno 2009, a 20.299.000.852€, così ripartiti:
- Uffici di diretta dipendenza del Ministro: 25 M€,
- spese di Bilancio ed Affari Finanziari: 998 M€,
- Segretariato Generale della Difesa: 5.663 M€,
- Esercito Italiano: 4.185 M€,
- Marina Militare: 1.549 M€,
- Aeronautica Militare: 2.342 M€,
- Arma dei Carabinieri: 5.504 M€.[7]

Per l'anno 2010 invece la spesa è ammontata a 20.364.430.855,00 €, di cui 18.575.700.000 destinati alla difesa e sicurezza del territorio, 59.700.000,00 alla ricerca e all'innovazione, 77.300.000,00 ai servizi
istituzionali e generali delle amministrazioni pubbliche e 1.651.700.000 da ripartire. La spesa totale rispetto all'anno 2009 è aumentata dello 0,3%

### Anno 2016
Secondo l'osservatorio MIL€X, la spesa legata al settore militare nell'anno 2016 è da attestarsi sui 23 miliardi e 103 milioni di euro.

### Anno 2019
Secondo l'osservatorio SIPRI la spesa legata al settore militare nell'anno 2019 si attesta intorno ai 27,8 miliardi di dollari, pari all'1,3% del PIL nazionale. Tale importo permette all'Italia di collocarsi all'undicesimo posto tra i paesi con la maggiore spesa militare nel mondo e al quinto posto tra i paesi NATO (dietro solo a USA, Francia, Regno Unito e Germania).

### Anno 2020
Nel 2020 l'Italia ha speso l'1,4% del PIL per la difesa, dato superiore sia alla media dell'Unione europea (1,3%) sia a quella della zona euro (1,3%).